# 福富ダム
福富ダム（ふくとみダム）は、広島県東広島市福富町久芳、二級河川・沼田川本川上流部に建設された多目的ダムである。沼田川総合開発の一環をなすもので、ダムは2008年に完成したが、竣工式は2009年10月に行われた。ダムによって形成された人造湖は2005年まで独立した自治体だった福富町の町の花であったシャクナゲを採って「しゃくなげ湖」と命名されている。広島県が所管する8つの都道府県営ダムでは最大である。

## 目的
福富ダムは沼田川総合開発の一環で建設されたもので、洪水調節、既得取水の安定化、河川環境の保全等及び水道用水の供給を目的としている。ダムのある東広島市は瀬戸内海式気候に属している。温暖である反面、降水日数も降水量も少ない。そのため夏に雨が少ない時には、旱害が起こる事もある。また沼田川流域だけでなく、向島や因島といった瀬戸内海島嶼部の水道用水の水源安定化も目的としている。
沼田川総合開発で建設されたダムとしては、1969年に完成した椋梨ダムなどがあったが、1994年の夏の異常渇水で新たな水源確保の必要性が指摘され、大三島など愛媛県の水道企業部からも水源確保を要請された。そのため、三原市や因島市（当時）など4市8町（当時）が福富ダムの「建設促進同盟会」が結成された。

## 概要
福富ダムが建設されたのは、沼田川本流と支流の河内川が合流する渓谷である。1968年から予備調査が行われ、1975年に着手されたが、1991年になって国が建設案を採択した。なお「福富」とは、ダムが所在する自治体名に由来するが、この名称は1955年に久芳・竹仁両村が合併した際、名称で論争になったことから、当時の広島県知事であった大原博夫に一任され、大原が中国の古書の一文を元に『福富』と命名したという。
福富ダムの総事業費は最終的に370億7000万円であったが、事業費は広島県が55パーセント、国が43.75パーセント、残りを三原市と東広島市が負担した。ダムにより、水没地域にあった49戸が家屋移転し、地権者475人が協力した。また水源地域対策特別措置法の指定を受け、国土庁（当時）は1997年にダム周辺住民のために公営住宅の建設や上下水道整備など23事業134億円の水源地域整備計画を発表した。
工事はまず沼田川沿いにあった国道375号の代替道路を建設したうえで、ダム本体工事に着手した。ダム工事は2003年に仮排水路着手、2004年に本体基礎部分の掘削を行い、2005年から本体の打設と盛土が行われるなど順調に進んでいった。しかし、2007年5月22日にダム本体のコンクリート製造プラントの解体作業中に、ベルトコンベアーが作業員3人を乗せたまま落下し、2人が死亡し1人が重傷を負う労働災害が発生している。
福富ダムは2008年9月に完成し、広島県は2009年春から供用開始する予定であった。しかし、供用開始する前提である満水までダムの水を貯めダム本体が水圧に耐えうるかを実証する、試験湛水をしなければならなかったが、2008年夏から2009年冬にかけてダム上流域が少雨のため水がたまらなかったため試験湛水が出来ず、ダムは「未完」状態であった。
その後、湛水が進められ2009年6月4日に福富ダムの満水位まで残り22cmまで迫ったが、梅雨による洪水期に近づいたため放流開始した。この時の貯水率99.6パーセントの試験データを広島県は土木研究所に相談の上で「最高水位時と同等の安全性が確保できた」として2009年10月からの供用開始を決定した。なお福富ダムの完成判断は都道府県営ダムの場合、国の承認が不要で、県の所管事項であった。広島県は1982年に魚切ダムでも貯水率89パーセントの試験データで供用開始を承認したことがある。
2009年10月30日に福富ダムの竣工式が行われた。

## 周辺
湖畔には水没地域にあった世帯が移転した住宅地や町役場（現在の東広島市役所福富支所）と福富郵便局のある新市街地『レイクヒル福富』が建設されたほか、国道375号線バイパス沿いに道の駅「湖畔の里福富」が設置されている。湖畔の里福富には展望台のほかレクレーション施設などが併設されている。なお、「しゃくなげ湖」の名称は新潟県にある三国川ダム（三国川）の人造湖も同一の名称である。

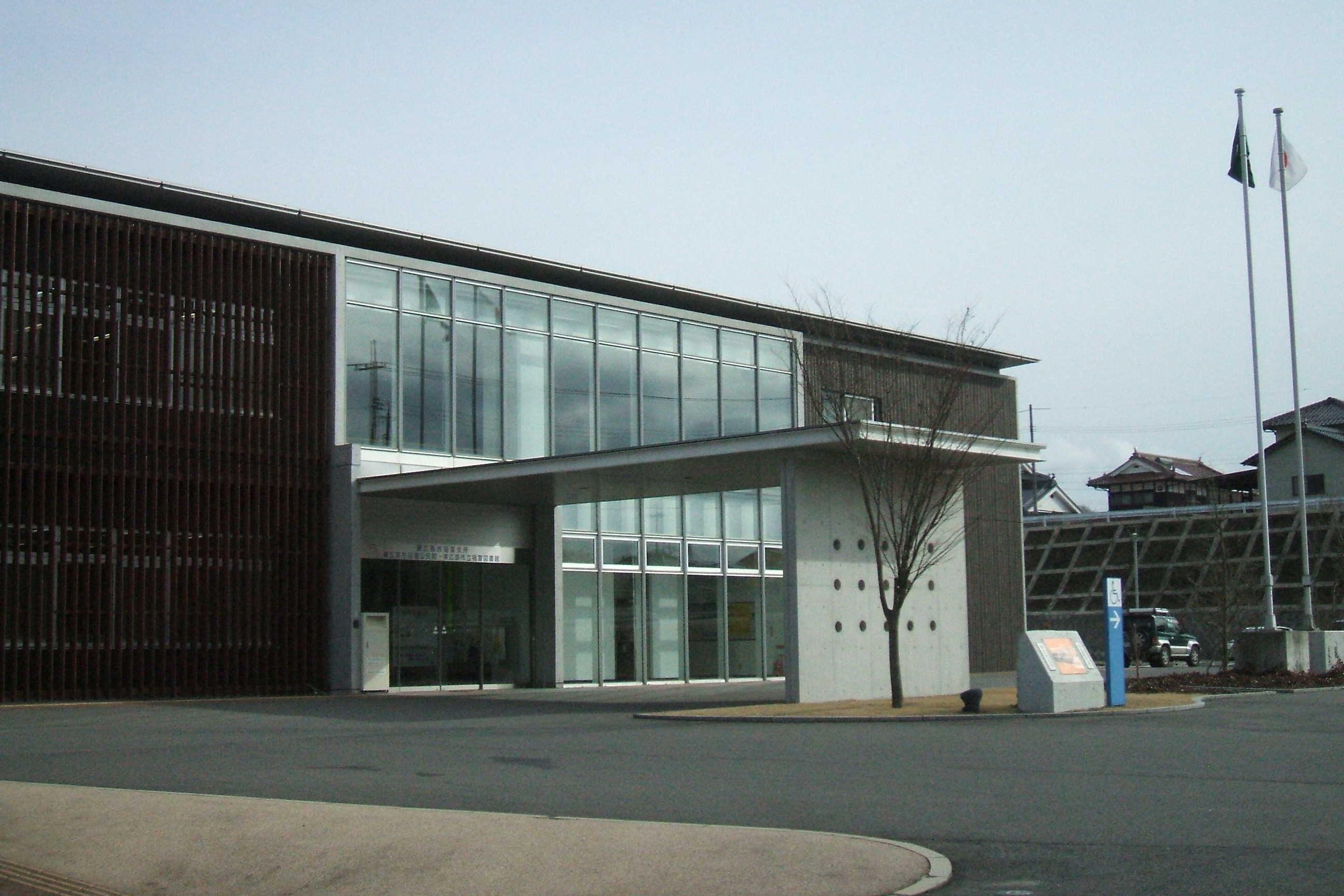
東広島市役所福富支所
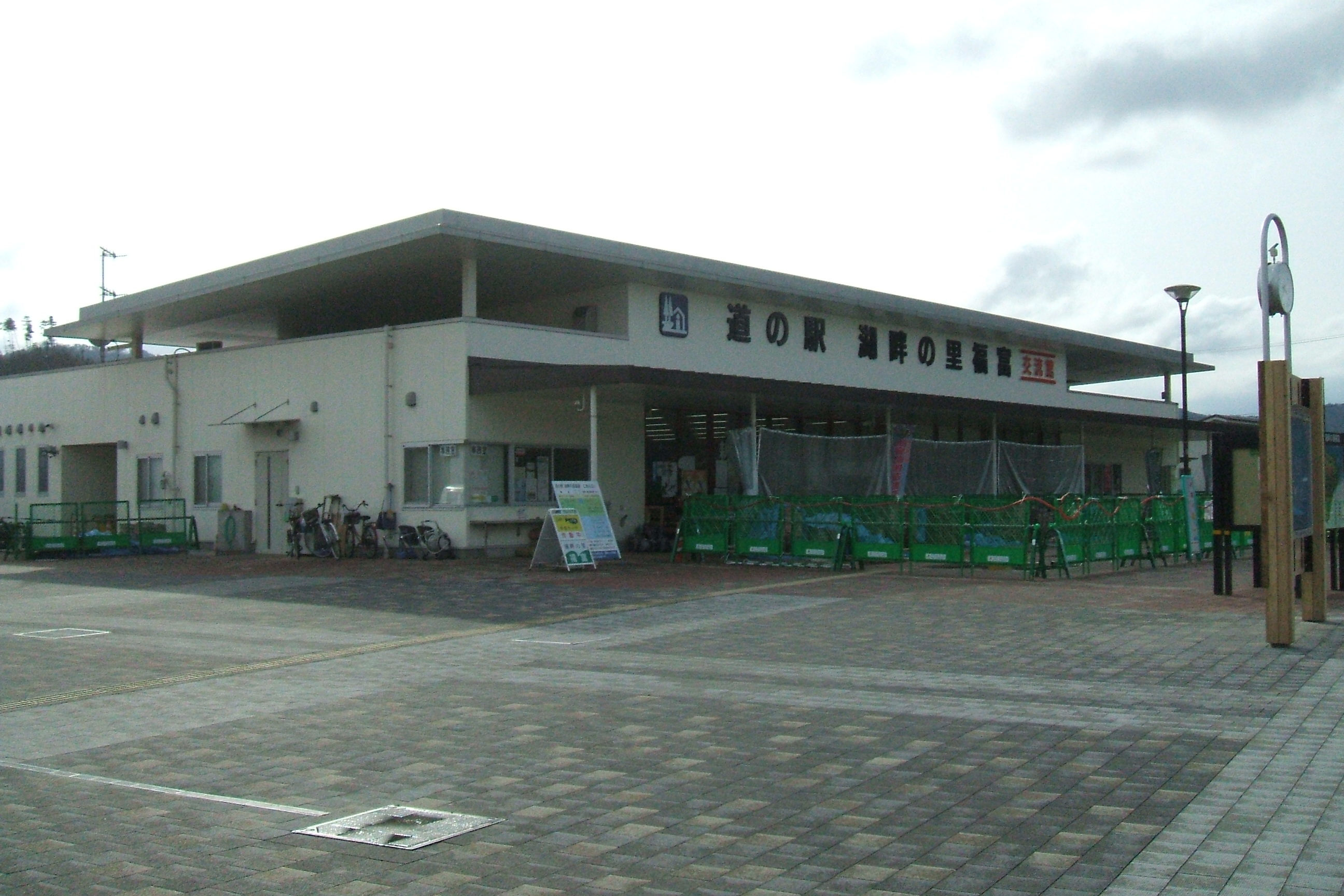
道の駅湖畔の里福富
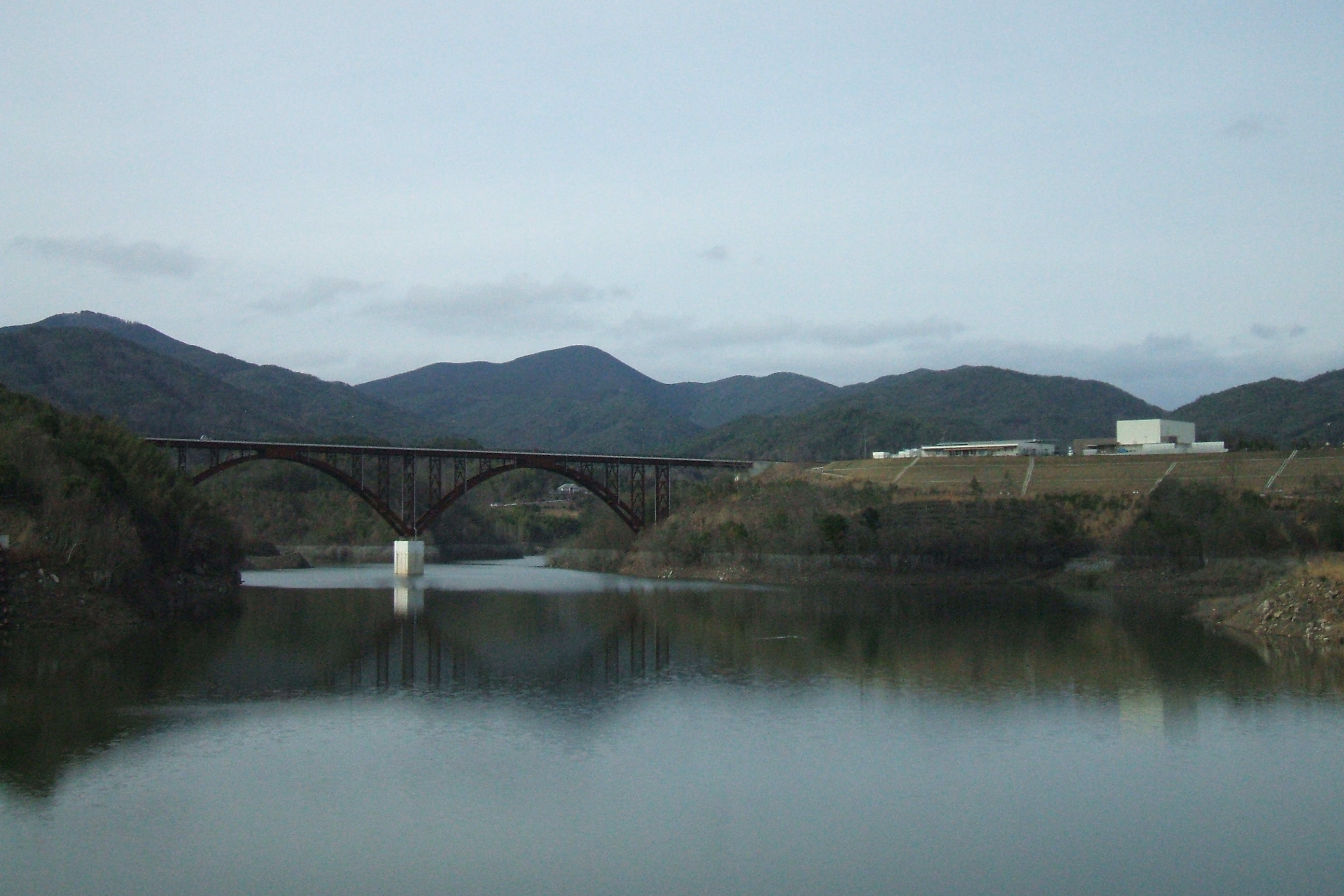
人造湖「しゃくなげ湖」にかかる「しゃくなげ大橋」（375号バイパス）
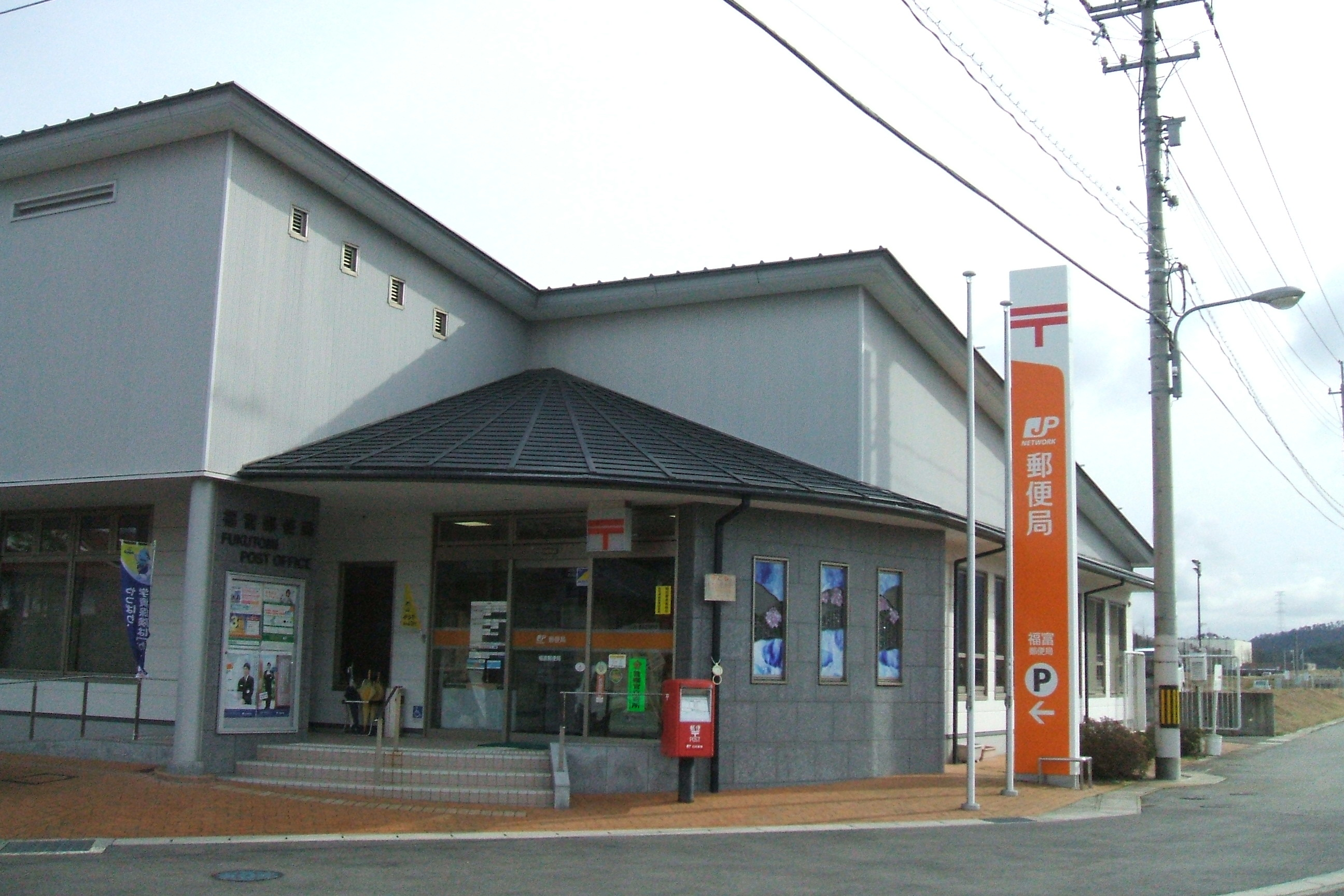
福富郵便局

## 関連事項
- ダム
- 日本のダム - 日本のダム一覧
- 重力式コンクリートダム - 日本の重力式ダム一覧
- 多目的ダム - 日本の多目的ダム一覧
- 都道府県営ダム
- 水源地域対策特別措置法
- 椋梨ダム
- 三河ダム